# Drugi Plan Zachód
Drugi Plan Zachód – kryptonim strategicznego planu dalszej fazy wojny przeciw Niemcom, przygotowanego przez sztab polskiej armii po pierwszych dniach walk, gdy założenia dotychczasowego Planu Zachód okazały się nieaktualne.
Gdy oparcie obrony na Dunajcu, Wiśle, Bugu i Narwi okazało się niemożliwe, 10 września opracowany został nowy plan wojenny, zakładający oderwanie się możliwie wszystkich jednostek od wroga i wykonanie głębokiego odejścia, celem zorganizowania ugrupowania obronnego w południowo-wschodniej części kraju, z wykorzystaniem Sanu, Wisły, Wieprza i Prypeci. Odwrót większości sił miał stać się możliwy dzięki ofensywie nad Bzurą, która miała związać dużą część niemieckich jednostek. Wyznaczono także trzy rezerwowe linie obrony, w tym jako ostatnią tzw. przedmoście rumuńskie, które miało być bronione aż do rozpoczęcia ofensywy sojuszników na zachodzie Niemiec i możliwości przejścia do kontrofensywy.
W związku z rozwojem sytuacji na froncie również niemieckie dowództwo zaktualizowało plany wojenne, tworząc tzw. Fall 9 September.